# Златоивичеста жаба
Златоивичестите жаби (Lithodytes lineatus) са вид земноводни от семейство Жаби свирци (Leptodactylidae), единствен представител на род Lithodytes.
Срещат се в северните части на Южна Америка.
Таксонът е описан за пръв път от германския филолог и естественик Йохан Готлоб Теанеус Шнайдер през 1799 година.